# Huirapuca
Club Huirapuca SC, o simplemente Huirapuca, es un club polideportivo de la ciudad de Concepción, Tucumán, Argentina. Fundada en 1953 como un club atlético, y ahora más conocido por su disciplina de rugby.

## Historia
Huirapuca fue el primer club de rugby que se instaló en la ciudad de Concepción. Fue fundado el 3 de junio de 1953, en un bar ubicado en la esquina de 9 de Julio y San Martín, y su primer presidente fue Horacio Rearte, quien fue acompañado en sus comienzos por Jorge Licht, un platense que fue el primero que transmitió el juego en el club, Carlos González Chiape, el primer entrenador oficial y Carlos Meschwitz, entre otros.
El nombre elegido, Huirapuca, significa viento rojo en quechua, y los colores surgieron en el viejo consultorio del doctor Rearte, quien los tomó de un aparato oftalmológico.
Su primera sede deportiva se instaló en la vieja calle Colón 651, gracias a una donación de Antonio Gray, quien cedió un terreno, luego vendido para obras en la sede actual.
El club se inició deportivamente con rugby y atletismo. Luego se agregó otras disciplinas como el básquet, el hockey sobre césped y el sóftbol. En el atletismo tuvo su tradicional prueba, la famosa Maratón de Santa Rosa, que se corrió durante varios años.
El club, que actualmente está ubicado en el Parque de la Joven Argentina, gracias a la donación realizada por el intendente Carlos Villaluenga, funcionó a lo largo de su historia en distintos lugares de la ciudad sureña, como el gimnasio de plaza Haimes, en la Casa quinta de la Escuela Técnica 1, o el Aero Club Concepción, donde se puede contar como anécdota que la cancha de rugby funcionó ocupando parte de la pista, por lo que varias veces hubo que sacar las hache con urgencia, para permitir el aterrizaje de los aviones.
Actualmente, el club está ubicado en un predio del Parque de La Joven Argentina, en una extensión de 13 hectáreas, donde se han instalado siete canchas de rugby. Posee cancha e instalaciones en las que se practica rugby, hockey, softbol, fútbol 5, básquetbol, etc.
Cumple en el sur de la provincia una importante función, convocando a una gran cantidad de jóvenes. En rugby, por ejemplo, dieron por mucho tiempo especial atención a las divisiones juveniles con los resultados por todos conocidos.
Jugó en primera división durante dos décadas, descendiendo de categoría en 1992. En 1994 ganó el campeonato de Segunda de Ascenso retornando al círculo superior. En esa temporada fue el equipo que más jugadores aportó al seleccionado tucumano: siete en total.
En 1999, en el primer Campeonato Anual Regional del NOA disputado, Huirapuca tuvo la satisfacción de clasificarse campeón, compartiendo el título con Gimnasia y Tiro de Salta. En esa temporada fue el equipo que más jugadores aportó al seleccionado tucumano, siete de los cuales actuaron como titulares. Eran tiempos del crecimiento deportivo y del comienzo de una nueva era llena de éxitos, conquistan también la corona en 2001, 2003 y en 2013 y 2022.
Entre sus jugadores más destacados , se pueden destacar al primer Puma Osvaldo Facciolli, a José María Núñez Piossek (máximo tryman de Los Pumas) y Matías Orlando, los dos únicos mundalistas del club, pasando por varios embajadores que llevaron los colores rojos y verdes bajo el celeste y blanco, hasta la actualidad, que cuenta con el "Tostao" Orlando como su figura más relevante.
A Horacio Rearte le sucedieron en la presidencia de Huirapuca Carlos Villaluenga, Amado Abrach, Jorge Chapedi, José “Pepe” Galván, “Chichí” Molinuevo, el “Gringo” Meschwitz, Mario “Pato” Carrier, Ramiro Beti, Juan Carlos Molina (h), y en la actualidad Miguel López.

## Rugby
Huirapuca puso en marcha su programa de rugby en 1975. Desde sus humildes inicios, el club ha convertido en uno de los mejores de la provincia, habiendo ganado el Torneo Regional del Noroeste 5 veces.

## Palmarés
| Torneos oficiales                | Torneos oficiales             |
| Competición                      | Títulos                       |
| -------------------------------- | ----------------------------- |
| Torneo Regional del Noroeste (5) | 1999, 2001, 2003, 2013, 2022. |